# Ailill Aulom
Ailill Ollamh (o Oilill Olum) en la historia tradicional irlandesa era el hijo de Mug Nuadat y rey de la mitad sur de Irlanda. Sadb ingen Chuinn, hija de Conn de las Cien Batallas, en su segundo matrimonio, se casó con Ailill. Dividió el reino entre sus hijos Éogan Mór, Cormac Cas, y Cian. Éogan Fundó la dinastía de los Eóganachta. El hijo de Sadb, Lugaid mac Con, que era hijo adoptivo de Ailill, se convirtió en Rey Supremo de Irlanda.
El Libro de Leinster contiene poemas adscritos a él.
Los O'Sullivan se consideran descendientes de Ailill Ollamh. El An Leabhar Muimhneach (Libro de Munster) contiene una genealogía extensa de las familias Eóganacht.